# El muro negro
El muro negro (en idioma original: Brick) es una película alemana de suspenso y misterio dirigida y escrita por Philip Koch. Está protagonizada por Matthias Schweighöfer como Tim y Ruby O. Fee como Olivia respectivamente. La película es distribuida internacionalmente por Netflix y se estrenó en video bajo demanda el 10 de julio de 2025. En su semana de estreno se convirtió en la película más vista de la plataforma entrando en el «top 10 de películas más populares». A pesar de ser bien acogida en Netflix, tuvo críticas negativas. Rotten Tomatoes la clasificó con su tomatómetro con un 43%, y su medido de palomitas fue con un total de 27%.

## Sinopsis
La trama gira en torno a Tim (Matthias Schweighöfer) y Olivia (Ruby O. Fee) —una pareja distanciada a raíz de un aborto que los traumó—. Todo comienza cuando Olivia decide que lo mejor es irse de viaje a otro país para despejarse de los recuerdos, pero Tim se opone debido a su trabajo como desarrollador de videojuegos. Luego de una discusión, Olivia decide irse, pero al intentarlo, se da cuenta de que al abrir la puerta del departamento. Esta está cubierta por un muro negro, ella y Tim deben descubir la manera de poder salir del edificio, pero en el camino se tropiezan con varias situaciones que ponen sus vida en peligro.

## Reparto
- Matthias Schweighöfer es Tim
- Ruby O. Fee es Olivia
- Frederick Lau es Marvin[1]
- Josef Berousek es Anton[1]
- Alexander Beyer es Friedman[1]
- Sira-Anna Faal es Lea[1]

## Producción

### Rodaje
El rodaje de la película comenzó a finales de enero de 2024 y concluyó en marzo de ese mismo año. La escenografía se realizó netamente en la capital de la República Checa y todos los escenario fueron construido en los estudios de Barrandov Studios.